# 中野祐輔
中野 祐輔（なかの ゆうすけ）は、任天堂所属のゲームクリエイター、イラストレーター。

## 人物
主にマリオシリーズやゼルダの伝説シリーズなどの任天堂ソフトのアートワーク（パッケージデザイン）やイラストを手がける。『ゼルダの伝説 ふしぎの木の実』および『ゼルダの伝説 トワイライトプリンセス』では、リンクやゼルダなど、主要となるメインキャラクターのデザインやイラストレーションを担当した。
同社に長く在籍していたデザイナーの小田部羊一とともに多くの作品に携わり、小田部が退社して以降はイラストの監修などを中心に行っている。

## 作品
特筆が無いものは、主にイラスト（アートワーク）、イラスト監修を担当。
- マリオシリーズ
  - スーパーマリオランド3 ワリオランド（1994年）：パッケージデザイナー
  - バーチャルボーイワリオランド アワゾンの秘宝（1995年）
  - スーパーマリオ64（1996年）
  - マリオカート64（1996年）：スペシャルサンクス
  - マリオゴルフ64（1999年）：パッケージデザイン
  - マリオテニス64（2000年）：CGデザイン/パッケージデザイン
  - マリオパーティ3（2000年）：パッケージイラストレーター
  - スーパーマリオサンシャイン（2002年）
  - マリオゴルフ ファミリーツアー（2003年）
  - マリオゴルフGBAツアー（2004年）
  - マリオパーティ6（2004年）：グラフィックサポート
  - ドンキーコングジャングルビート（2004年）
  - マリオパーティ7（2005年）
  - マリオカート アーケードグランプリ（2005年）：スペシャルサンクス
  - マリオ&ルイージRPG2（2005年）：イラストレーションスーパーバイザー
  - スーパーマリオストライカーズ（2006年）：ゲームグラフィック監修
  - New スーパーマリオブラザーズ（2006年）：CGイラストレーションスーパーバイザー
  - マリオバスケ 3on3（2006年）：イラストレーションスーパーバイザー
  - おどる メイド イン ワリオ（2006年）：イラストレーションスーパーバイザー
  - 怪盗ワリオ・ザ・セブン（2007年）
  - ヨッシーアイランドDS（2007年）
  - マリオvs.ドンキーコング2 ミニミニ大行進!（2007年）
  - スーパーペーパーマリオ（2007年）
  - ドンキーコング たるジェットレース（2007年）：CGイラストレーションスーパーバイザー
  - マリオパーティ8（2007年）：CGイラストレーションスーパーバイザー
  - ドンキーコング ジャングルクライマー（2007年）
  - マリオストライカーズ チャージド（2007年）：イラストレーションスーパーバイザー
  - スーパーマリオギャラクシー（2007年）：イラストレーションスーパーバイザー
  - マリオパーティDS（2007年）：CGイラストレーションスーパーバイザー
  - マリオ&ソニック AT 北京オリンピック（2007年/Wii、2008年/ニンテンドーDS）：イラストレーションスーパーバイザー
  - マリオカートWii（2008年）：CGイラストレーションスーパーバイザー
  - スーパーマリオスタジアム ファミリーベースボール（2008年）：CGイラストレーションスーパーバイザー
  - ワリオランドシェイク（2008年）
  - Wiiであそぶ ドンキーコングジャングルビート（2008年）：スペシャルサンクス
  - うつすメイドインワリオ（2008年）：イラストレーションスーパーバイザー
  - マリオ&ルイージRPG3!!!（2009年）
  - マリオ&ソニック AT バンクーバーオリンピック（2009年）：イラストレーションスーパーバイザー
  - New スーパーマリオブラザーズ Wii（2009年）：イラストレーションスーパーバイザー
  - スーパーマリオギャラクシー2（2010年）
  - MARIO SPORTS MIX（2010年）：イラストレーションスーパーバイザー
  - マリオvs.ドンキーコング 突撃!ミニランド（2010年）：イラストレーションスーパーバイザー
  - ドンキーコング リターンズ（2010年）：キャラクター監修
  - スーパーマリオ 3Dランド（2011年）：イラストレーションスーパーバイザー
  - マリオカート7（2011年）：イラストレーションスーパーバイザー
  - マリオ&ソニック AT ロンドンオリンピック（2011年/Wii、2012年/ニンテンドー3DS）：グラフィックスーパーバイザー
  - マリオテニス オープン（2012年）
  - New スーパーマリオブラザーズ 2（2012年）：スペシャルサンクス
  - ペーパーマリオ スーパーシール（2012年）：イラストレーションスーパーバイザー
  - New スーパーマリオブラザーズ U（2012年）：スペシャルサンクス
  - ルイージマンション2（2013年）：イラストレーションスーパーバイザー
  - マリオ AND ドンキーコング ミニミニカーニバル（2013年）：イラストレーションスーパーバイザー
  - New スーパールイージ U（2013年）：スペシャルサンクス
  - マリオカート アーケードグランプリDX（2013年）：スペシャルサンクス
  - スーパーマリオ 3Dワールド（2013年）：スペシャルサンクス
  - Dr.LUIGI & 細菌撲滅（2014年）：キャラクタースーパーバイザー
  - ドンキーコング トロピカルフリーズ（2014年）：イラストレーションスーパーバイザー
  - マリオカート8（2014年）：イラストレーションスーパーバイザー
  - 進め! キノピオ隊長（2014年）：スペシャルサンクス
  - マリオパーティ10（2015年）：イラストレーションスーパーバイザー
  - ヨッシー ウールワールド（2015年）：イラストレーションスーパーバイザー
  - スーパーマリオメーカー（2015年）：スペシャルサンクス
  - マリオテニス ウルトラスマッシュ（2016年）：イラストレーションスーパーバイザー
  - マリオ&ソニック AT リオオリンピック（2016年）：イラストレーションスーパーバイザー
  - ペーパーマリオ カラースプラッシュ（2016年）：イラストレーションスーパーバイザー
  - ポチと! ヨッシー ウールワールド（2017年）：イラストレーションスーパーバイザー
  - マリオスポーツ スーパースターズ（2017年）：イラストレーションスーパーバイザー
  - マリオカート8 デラックス（2017年）：イラストレーションスーパーバイザー
  - マリオパーティ100 ミニゲームコレクション（2017年）
- ゼルダの伝説シリーズ
  - ゼルダの伝説 時のオカリナ（1998年）
  - ゼルダの伝説 ムジュラの仮面（2000年）
  - ゼルダの伝説 ふしぎの木の実（2001年）：キャラクターデザイン
  - ゼルダの伝説 風のタクト（2002年）
  - ゼルダの伝説 神々のトライフォース&4つの剣（2003年）
  - ゼルダの伝説 4つの剣+（2004年）：スペシャルサンクス
  - ゼルダの伝説 トワイライトプリンセス（2006年）：メインキャラクターデザイン/イラスト
  - ゼルダの伝説 夢幻の砂時計（2007年）
  - リンクのボウガントレーニング（2008年）
  - ゼルダの伝説 大地の汽笛（2009年）
  - ゼルダの伝説 時のオカリナ 3D（2011年）
  - ゼルダの伝説 スカイウォードソード（2011年）
  - ゼルダの伝説 神々のトライフォース2（2013年）
  - ゼルダ無双（2014年）：スペシャルサンクス
  - ゼルダの伝説 ムジュラの仮面 3D（2015年）
  - ゼルダの伝説 トライフォース3銃士（2015年）
  - ゼルダ無双 ハイラルオールスターズ（2016年）：スペシャルサンクス
  - ゼルダの伝説 ブレス オブ ザ ワイルド（2017年）：ガノンバトルイラストレーション
  - ゼルダ無双 ハイラルオールスターズ DX（2018年）：スペシャルサンクス
  - ゼルダの伝説 夢をみる島（Nintendo Switch版）（2019年）
- 大乱闘スマッシュブラザーズシリーズ
  - 大乱闘スマッシュブラザーズDX（2001年）：オリジナルゲームスタッフ（ゼルダの伝説キャラクターイラストレーション）
  - 大乱闘スマッシュブラザーズX（2008年）：スーパーバイザー（オリジナルゲーム）
  - 大乱闘スマッシュブラザーズ for Nintendo 3DS（2014年）：スーパーバイザー（オリジナルゲーム）
  - 大乱闘スマッシュブラザーズ for Wii U（2014年）：スーパーバイザー（オリジナルゲーム）
  - 大乱闘スマッシュブラザーズ SPECIAL（2018年）：全員参戦イラスト[1]
- スーパーメトロイド（1994年）
- ギャラクティックピンボール（1995年）
- テレロボクサー（1995年）：スペシャルサンクス
- ウェーブレース64（1996年）：パッケージデザイン
- ポケモンスタジアム金銀（2000年）
- ウェーブレース ブルーストーム（2001年）：キャラクターイラスト/パッケージデザイン
- ピクミン（2001年）
- nintendogs（2005年）：アートワークアドバイザー
- 大合奏!バンドブラザーズDX（2008年）：スペシャルサンクス
- キャプテン★レインボー（2008年）：イラストレーションスーパーバイザー
- わがままファッション ガールズモード（2008年）：イラストレーションスーパーバイザー
- パンチアウト!!（Wii版）（2009年）：グラフィックスーパーバイザー
- 戦国無双3（2009年、コーエー）：村雨城モード グラフィックスーパーバイザー
- 斬撃のREGINLEIV（2010年）
- ゼノブレイド（2010年）：スペシャルサンクス
- 黄金の太陽 漆黒なる夜明け（2010年）：スペシャルサンクス
- Nintendo Land（2012年）：スペシャルサンクス
- ピクミン3（2013年）：スペシャルサンクス
- ベヨネッタ（Wii U版）（2014年）：スペシャルサンクス
- ベヨネッタ2（2014年）：スペシャルサンクス
- スターフォックス ゼロ（2016年）：スペシャルサンクス
- スターフォックス ガード（2016年）：スペシャルサンクス
- メトロイドプライム フェデレーションフォース（2016年）
- いっしょにチョキッと スニッパーズ（2017年）：アートアドバイザー
- ARMS（2017年）：スペシャルサンクス
- Ever Oasis 精霊とタネビトの蜃気楼（2017年）：グラフィックアート
- ザ・デッドヒートブレイカーズ（2018年）